# Sidi Dahbi
Sidi Dahbi (franska: Sidi Dahbi (CR), Sidi Dahbi (Commune Rurale), arabiska: سيدي عبد الكريم) är en kommun i Marocko.   Den ligger i provinsen Settat och regionen Casablanca-Settat, i den norra delen av landet, 110 km söder om huvudstaden Rabat. Antalet invånare är 8 367.